# Conflicto de Baluchistán
El llamado conflicto de Baluchistán es un conflicto armado aún en curso entre grupos nacionalistas del pueblo baluchi y el gobierno de Pakistán por el control de la provincia más grande de dicho país. Recientemente los grupos baluchis también han empezado a actuar en Sistán y Baluchistán, una provincia del vecino Irán. La situación se inició poco después de la creación de Pakistán en 1947 cuando el ejército pakistaní tuvo que someter a los insurgentes separatistas de Kalat en 1948 y 1958-1959.
El movimiento separatista volvió a cobrar fuerza en los años 1960, por lo que el gobierno de Pakistán ordenó una nueva intervención militar contra la insurgencia entre 1973 y 1977 imponiendo la ley marcial. Por las décadas siguientes el conflicto entró en una etapa de muy poca actividad hasta que las guerras en Afganistán y noroeste pakistaní volvieron a reactivar la violencia que ha incluido desde 2006 los asesinatos de colonos no baluchis en la región. Se debe tener en cuenta que los baluchis fueron apoyados militar y económicamente por Irak en los años 1980 durante su guerra con Irán y por EE. UU. también en contra de Irán.
El movimiento separatista está financiado por los comercios ilegales que hay en el puerto de Baluchistán con Al-Qaeda y los talibanes. Los gobiernos pakistaní e iraní se juntaron para tratar de frenarlos.

## Área en disputa
El Baluchistán histórico cubre la parte sur de la provincia iraní de Sistán y Baluchistán al oeste, la provincia pakistaní de Baluchistán al este y, al noroeste, parte de la provincia afgana de Helmand. El Golfo de Omán forma su frontera sur. Las montañas y el desierto constituyen gran parte del terreno de la región. La mayoría de los baluchis habitan en la región de Baluchistán que se encuentra predominantemente dentro de las fronteras de Pakistán.
Geográficamente, Baluchistán es la provincia más grande de Pakistán (que comprende el 44 % del área total del país), pero es la menos desarrollada y menos habitada, ya que comprende solo el 5 % de la población total. El Islam sunita es la religión predominante en toda la región de Baluchistán.
Stuart Notholt, en su Atlas of Ethnic Conflict, describe los disturbios en Baluchistán como un "conflicto nacionalista/de autodeterminación".

## Historia

### Primer conflicto
Baluchistán contenía la provincia del Comisionado Jefe y cuatro estados principescos bajo el Raj británico. La provincia'shi Jirga y los miembros no oficiales del municipio de optaron de manera unánime por ser parte de Pakistán el 6 de junio de 1947. Tres de los estados principescos, Makran, Las Bela y Kharan, se adhirieron a Pakistán en 1947 después de la independencia. Pero el gobernante del cuarto estado principesco, el Khan de Kalat, Ahmad Yar Khan, declaró la independencia de Kalat.
De todas maneras, Kalat accedió a Pakistán el 27 de marzo de 1948 tras un período de negociaciones y tácticas burocráticas. La firma del Instrumento de Adhesión por Ahmad Yar Khan llevó a su hermano, el Príncipe Abdul Karim, a rebelarse contra la decisión de su hermano en julio de 1948. Los príncipes Agha Abdul Karim Baloch y Muhammad Rahim se negaron a deponer las armas y lideraron a los Dosht-e Jhalawan en ataques no convencionales contra el ejército hasta 1950.  Los príncipes libraron una batalla solitaria sin el apoyo del resto de Baluchistán. Jinnah y sus sucesores permitieron que Yar Khan conservara su título hasta la disolución de la provincia en 1955.

### Segundo conflicto
En 1958-1959, Nawab Nauroz Khan tomó las armas en resistencia a la política de Una Unidad, que disminuyó la representación gubernamental de los líderes tribales. Él y sus seguidores comenzaron una guerra de guerrillas contra Pakistán y fueron arrestados, acusados de traición y encarcelados en Hyderabad. Cinco de los miembros de su familia, hijos y sobrinos, fueron posteriormente ahorcados acusados de traición y de ayudar en el asesinato de las tropas paquistaníes. Nawab Nauroz Khan murió más tarde en cautiverio. Durante su lucha, Nawab Nauroz Khan no contó con un apoyo significativo por parte del resto de población de Baluchistán.

### Tercer conflicto
Después del segundo conflicto, un movimiento separatista baluchi ganó impulso en la década de 1960, luego de la introducción de una nueva constitución en 1956 que limitaba la autonomía provincial y promulgó el concepto de organización política de Una Unidad en Pakistán. La tensión siguió creciendo en medio de un constante desorden político e inestabilidad a nivel federal. El gobierno federal encargó al Ejército de Pakistán que construyera varias bases nuevas en áreas clave de Baluchistán. Sher Muhammad Bijrani Marri dirigió a militantes de ideas afines a la guerra de guerrillas de 1963 a 1969 mediante la creación de sus propias bases insurgentes. Su objetivo era obligar a Pakistán a compartir los ingresos generados por los campos de gas de Sui con los líderes tribales. Los insurgentes bombardearon las vías del tren y emboscaron a los convoyes. El Ejército tomó represalias destruyendo los campamentos militantes. Esta insurgencia terminó en 1969, cuando los separatistas baluchis acordaron un alto el fuego. En 1970, el presidente de Pakistán, Yahya Khan, abolió la política de "Una Unidad", lo que condujo al reconocimiento de Baluchistán como la cuarta provincia de Pakistán Occidental (actual Pakistán), incluidos todos los estados principescos de Baluchistán, la provincia de Altos Comisionados, y Gwadar, una zona costera de 800 km2 comprada a Omán por el gobierno pakistaní.

### Cuarto conflicto
Los disturbios continuaron en la década de 1970 y culminaron en una operación militar ordenada por el gobierno en la región en 1973. En dicho año, citando la existencia de traición, el presidente Bhutto destituyó a los gobiernos provinciales de Balochistán y NWFP e impuso la ley marcial en esas áreas,  lo que condujo a una insurgencia armada. Khair Bakhsh Marri formó el Frente de Liberación del Pueblo de Baluchistán (BPLF), que llevó a un gran número de miembros de las tribus Marri y Mengal a la guerra de guerrillas contra el gobierno central.
Con la ayuda de Irán, las fuerzas paquistaníes infligieron numerosas bajas a los separatistas. La insurgencia cayó en declive después de un regreso a la estructura de cuatro provincias y la abolición del sistema Sardari.

### 2004-Actualidad
A principios de 2005, la violación de una doctora (Shazia Khalid) en la planta de gas de Sui reavivó el conflicto. Su caso y el insólito comentario del entonces presidente paquistaní Pervez Musharraf sobre la polémica, afirmando en la televisión nacional que el violador acusado, un oficial identificado únicamente como el capitán Hammad, era "inocente", llevó a un violento levantamiento de los Bugti, interrumpiendo el suministro de gas a gran parte del país durante varias semanas. En 2005, los líderes políticos baluchis Nawab Akbar Khan Bugti y Mir Balach Marri presentaron la agenda de 15 puntos al gobierno de Pakistán. Sus demandas declaradas incluían un mayor control de los recursos de la provincia. El 15 de diciembre de 2005, el inspector general del Cuerpo Fronterizo, el general de división Shujaat Zamir Dar, y su adjunto, el brigadier Salim Nawaz (actual IGFC), resultaron heridos tras dispararse contra su helicóptero en la provincia de Baluchistán. El secretario del interior de la provincia dijo más tarde que, después de visitar Kohlu, "ambos resultaron heridos en la pierna, pero ambos se encuentran estables".
En agosto de 2006, Nawab Akbar Khan Bugti, de 79 años, murió en los combates contra el ejército de Pakistán, en los que también murieron al menos 60 soldados y 7 oficiales paquistaníes. El gobierno de Pakistán lo había acusado de ser el responsable de una serie de explosiones de bombas y un ataque con cohetes contra el presidente Pervez Musharraf.

## Conflicto en Irán
En 1928, el nuevo gobierno Pahlavī de Irán estaba lo suficientemente bien establecido como para dirigir su atención a Baluchistán. Dost Mohammad Khan Baloch se negó a someterse, confiando en la red de alianzas que había construido en toda la provincia al sur de Sarḥadd. Sin embargo, tan pronto como el ejército de Reżā Shah al mando del general Amir Amanullah Jahanbani llegó a la zona, las alianzas se disolvieron. Dūst-Moḥammad Khan se quedó con una fuerza relativamente pequeña y pocos aliados. El ejército persa tuvo pocas dificultades para derrotarlo. Una vez más, la unidad política baluchi resultó muy frágil. Dūst-Moḥammad finalmente se rindió y fue indultado con la condición de que viviera en Teherán. Después de un año, se escapó durante un viaje de caza. Posteriormente, fue recapturado y, habiendo matado a su guardia en la fuga, fue ahorcado. Los activistas baluchi se quejaron de que el nuevo gobierno estaba centralizado y dominado por los persas, "lo que obligaba a la comunidad baluchi y a otras minorías a luchar para proteger sus derechos".
Los baluchis en Irán tienen varias quejas. La revolución islámica chiita es percibida predominantemente por los sunníes baluchis como una "amenaza". En la provincia de Sistan y Baluchistán, área donde los baluchi han vivido tradicionalmente en Irán, tiene las peores tasas de esperanza de vida, alfabetización de adultos, matriculación en la escuela primaria, acceso a fuentes de agua potable, tasa de mortalidad infantil del país, de cualquier provincia en Irán. A pesar de sus importantes recursos naturales (gas, oro, cobre, petróleo y uranio), la provincia tiene el ingreso per cápita más bajo de Irán. Casi el 80% de los baluchis viven por debajo del umbral de la pobreza. Para el 2014, había alrededor de dos millones de personas de etnia baluchi en Irán.